# Majowka
Majovka (in russo Маёвка?), prima del 1945 conosciuta con il nome tedesco di Georgenburg (in lituano Jurbarkas) era una località rurale situata nel distretto di Černjachovsk e rientrante nell'Oblast' di Kaliningrad, in Russia. Situata a circa 10 km a nord-ovest della città di Černjachovsk, fu accorpata a quest'ultimo insediamento e cessò di esistere come località separata nel giugno 1996.

## Storia
Il centro abitato fu fondato intorno alla fortezza dell'Ordensburg chiamata Georgenburg ("castello di Giorgio") dall'ordine teutonico. La struttura costituisce ancora oggi l'esempio meglio conservato di castello medievale situato nell'oblast'. Abitata prevalentemente da tedeschi per secoli, la località divenne famosa grazie ad una scuderia del posto che si dedicava all'allenamento di equini di razza trakehner.

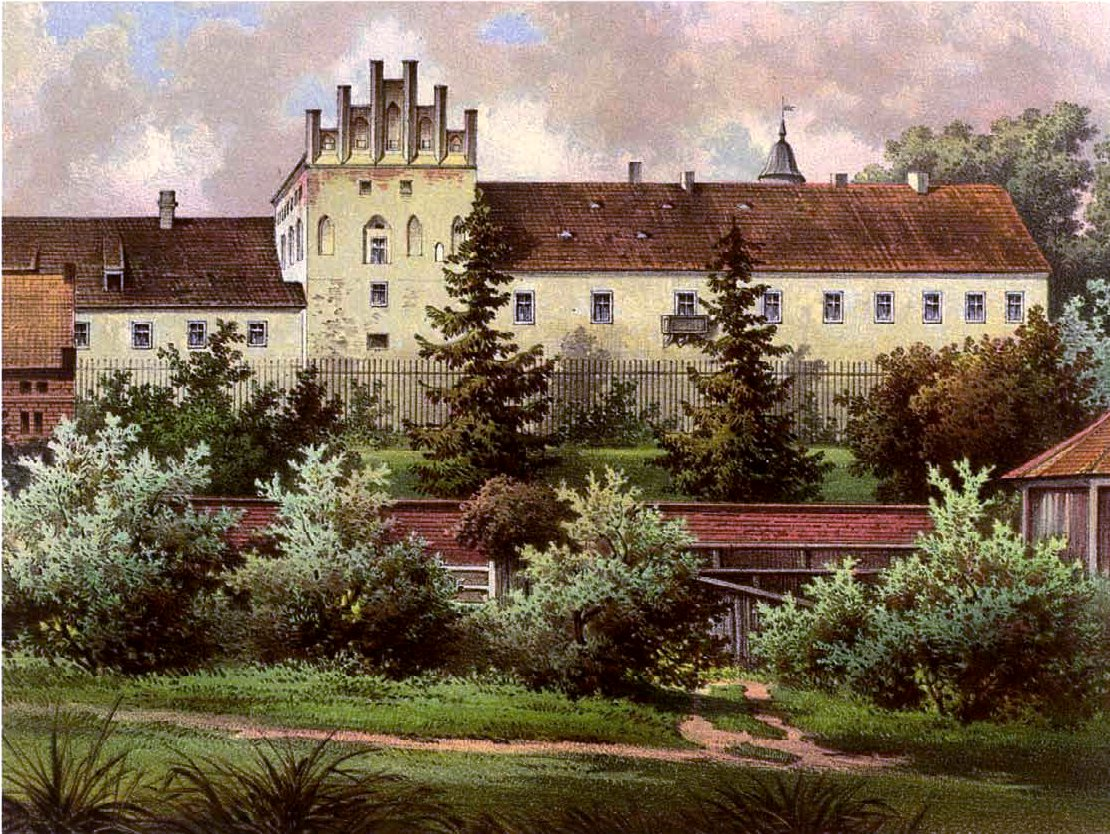
Palazzo di Georgenburg intorno al 1860, illustrazione di Alexander Duncker

Quando la città divenne parte dell'Unione Sovietica nel 1945, in seguito alla seconda guerra mondiale, fu ripopolata da russi nell'ambito di un vasto progetto che interessava le aree situate nei pressi del mar Baltico. Da allora, il nome Georgenburg, invero già sostituito dal lituano Jurbarkas, scomparve e lasciò il posto alla denominazione attuale, che in lingua russa significa festa dei lavoratori.